# José Ríos
José Ríos Ortega, né le 15 mars 1974 à Premià de Dalt, est un athlète espagnol, spécialiste des courses de fond. 

## Biographie
Il remporte la médaille de bronze du 10 000 mètres lors des championnats d'Europe de 2002, à Munich, devancé par son compatriote José Manuel Martínez et l'Allemand Dieter Baumann.

### Palmarès
| Date | Compétition           | Lieu     | Résultat | Épreuve  | Performance    |
| ---- | --------------------- | -------- | -------- | -------- | -------------- |
| 2001 | Championnats du monde | Edmonton | 6e       | 10 000 m | 27 min 56 s 58 |
| 2002 | Championnats d'Europe | Munich   | 2e       | 10 000 m | 27 min 48 s 29 |

### Records
| Épreuve  | Performance    | Lieu      | Date          |
| -------- | -------------- | --------- | ------------- |
| 5 000 m  | 13 min 7 s 59  | Stockholm | 1er août 2000 |
| 10 000 m | 27 min 22 s 20 | Gijón     | 12 août 2000  |
| Marathon | 2 h 7 min 42 s | Ōtsu      | 7 mars 2004   |